# تشاد كامبل
تشاد كامبل (بالإنجليزية: Chad Campbell)‏ هو شخصية أعمال وسياسي أمريكي، ولد في 5 مارس 1973 في فينيكس في الولايات المتحدة. حزبياً، نشط في الحزب الديمقراطي. وقد انتخب عضو مجلس نواب أريزونا.